# 元通寺
元通寺位於四川省滬州市滬縣喻寺鎮，文物遺址年代判定為明。2002年12月27日公佈為四川省第六批省級文物保護單位。